# Interstate (tipografía)
Interstate es una tipografía digital diseñada por Tobias Frere-Jones entre 1993 y 1999. Originalmente desarrollada para la fundición Font Bureau, Frere-Jones Type la posee y la licencia desde 2020. La tipografía se basa en la serie de fuentes FHWA, una serie de alfabetos de señalización diseñados para la Administración Federal de Carreteras por el Dr. Theodore W. Forbes en 1949, con la colaboración de J.E. Penton y E.E. Radek.
Si bien es óptima para señalización, Interstate cuenta con mejoras que la hacen adecuada para la composición de texto impreso y en pantalla, y ganó popularidad como tal en la década de 1990. Debido a su amplio espaciado, es ideal para su uso en pantallas impresas.
Los extremos de los trazos ascendentes y descendentes se cortan en ángulo con respecto al trazo (véanse las minúsculas "t" y "l"), y en los trazos curvos (véanse las minúsculas "e" y "s"), se dibujan en un ángulo de 90° con respecto al trazo, colocándolos en ángulo con respecto a la línea base. Los contadores son abiertos, incluso en los grosores negrita y negrita condensada, lo que contribuye a la legibilidad. La puntuación se basa en una forma rectangular, mientras que la puntuación oficial de la FHWA se basa en una forma circular. 

Desde 2011, Interstate forma parte de la colección permanente del Museo de Arte Moderno (MoMA) de Nueva York. 

## Uso del tipo de letra
La popularidad de Interstate en la década de 1990 y los años 2000 llevaron a que se le llamara "ubicuo", "familiar", "clásico", e "icónico". Communication Arts la ha calificado como "una de las caras más populares de los años 90".
La fuente es utilizada por varias grandes organizaciones en sus logotipos y materiales de marca. Entre los ejemplos más destacados se incluyen Citigroup (Citibank), y supermercados Sainsbury's, así como señalización para Southwest Airlines, Invesco, UK rail company c2c, Ealing / Hammersmith / West London College, Trinity College London, Lamborghini, Cognizant, SoundCloud, y CISV. También se utiliza para el logotipo del partido socialdemócrata español PSOE. 
La empresa de telecomunicaciones española desaparecida Grupo Auna (también conocido como Auna, el grupo de Retevisión y Amena), utiliza Interstate Bold. 
La línea Interstate se utiliza para la señalización en la terminal Whitehall del ferry de Staten Island en la ciudad de Nueva York.
En 2001, el partido socialdemócrata español PSOE, utiliza Interstate Black Condensed. 
En 2004, The Weather Channel comenzó a usar las fuentes en sus emisiones y en los sistemas IntelliStar. Se incorporó a WeatherSTAR XL de TWC en una actualización gráfica en 2005. Se retiró principalmente en 2008, para Helvetica Neue y Akzidenz-Grotesk; sin embargo, la fuente continuó utilizándose en los sistemas IntelliStar hasta noviembre de 2013, como parte de un cambio de marca.
El 29 de enero de 2005, la cadena de televisión indonesia SCTV utilizó una versión modificada de Interstate en el logotipo "SCTV", aunque inicialmente la utilizó como fuente de marca para la promoción de su programación. Sin embargo, en los años siguientes, la fuente para la promoción de la programación de SCTV cambió a otras fuentes.
En noviembre de 2006, el Ejército de EE. UU. lanzó su campaña publicitaria Army Strong, utilizando Interstate como su tipografía principal para todos los materiales publicitarios.
En mayo de 2008, Ernst & Young adoptó el uso de Interstate en materiales de marketing e informes como parte de una nueva identidad visual global.
El videojuego GoldenEye 007 de 2010 utiliza Interstate Light Condensed en todo el texto del juego.
Esta tipografía se utiliza en los noticieros que transmite Global Television Network y en su imagen de marca general.
A partir de 2025, el logotipo del cartel de Barrio Sésamo utiliza Interstate en negrita comprimida.
Interstate también se ha utilizado ampliamente para periódicos y revistas, incluyendo Los Angeles Times, Radio Times, y Daily Mirror, e incluso periódicos que usan la fuente en sus guías de televisión y titulares. Virgin Media 360 también la usa en su interfaz.

## Tipografías inspiradas en Interstate
Parachute Type Foundry diseñó la tipografía PF Grand Gothik Variable, basada en la tipografía Interstate, con características OpenType.
Parachute Type Foundry también diseñó la tipografía PF Highway Sans, que también se basa en la tipografía Interstate.
Ray Larabie también diseñó la tipografía Expressway, que también se basó en la tipografía Interstate.